# Nicolas Grenier
Nicolas Grenier é um jornalista, letrista, poeta, ensaísta e tradutor de língua francesa (letrista principalmente, tradutor de poesia e teórico da poesia moderna). Ele vive atualmente em Paris.
Estudou no Institut d'Etudes Politiques de Paris e na Sorbonne, sendo um professor da HEC.
Apontado por jornalistas dos EUA como "uma nova voz na poesia francesa", costuma citar em seus poemas, sem apresentar julgamento crítico, o nome de marcas comerciais famosas e grandes corporações, buscando apenas o lúdico, em sentido oposto ao ludismo como ideal político. Conforme o Tower Jornal, seus poemas foram publicados em uma dezena de idiomas, sendo seus textos adaptados em inglês e francês para música eletrônica e música erudita.
Embora suas traduções sejam de poetas de vanguarda e seus poemas busquem uma renovação nos temas e a renovação de antigos modelos (ele desenvolveu um trabalho destacado de Tanka e Haiku, renovando a linguagem destes estereótipos na França, tendo recebido o Prêmio Paul Eluárd 2011 por este trabalho) sua poesia não se enquadra em padrões muito ousados, conforme sua palavras a Paul Grunelius, para a revista eletrônica Rofondeur de Champs.
Além de traduzir inúmeros poetas das vanguardas (principalmente expressionistas, mas também Pierre Reverdy) e também da segunda vanguarda, ele traduziu para o francês, com David Rochefort, poemas de Barack Obama e outros presidentes estadunidenses, como Lincoln. Também já escreveu sob encomenda para Bill Clinton.